# Running with Scissors
Running with Scissors (bra: Correndo com Tesouras; prt: Recortes da Minha Vida) é um filme estadunidense de 2006, do gênero comédia dramática, escrito e dirigido por Ryan Murphy, baseado no livro autobiográfico Running With Scissors: A Memoir, de Augusten Burroughs.

## Sinopse
O filme é um relato semiautobiográfico da infância de Augusten Burroughs (Joseph Cross). Sua mãe, Deirdre (Annette Bening), tem o desejo de se tornar uma famosa poetisa, sofre mudanças bruscas de humor e comportamento errático. O pai alcoólatra de Augusten, Norman (Alec Baldwin), revela-se de nenhuma ajuda. Até o momento ele é um adolescente, e Augusten já não se sente seguro em sua própria casa por causa de seus pais. Deirdre afirma que Norman é a razão para sua infelicidade, e que ele deseja matá-la. Ela coloca em última análise, Augusten sob os cuidados de seu psiquiatra, Dr. Finch (Brian Cox), o patriarca de uma família excêntrica excêntrica, que consiste de sua esposa submissa Agnes (Jill Clayburgh), a filha religiosa Hope (Gwyneth Paltrow), e sua rebelde filha mais nova Natalie (Evan Rachel Wood).
Augusten acha difícil se adaptar a viver com a família do médico, e está sujeita a visitas irregulares de fim de semana de sua mãe cada vez mais instável. Depois de confessar a Natalie que ele é gay, Augusten se torna amigo de Neil Bookman (Joseph Fiennes), filho adotivo de Finch de 33 anos de idade. Os dois começam um relacionamento sexual errático rapidamente depois de uma reunião, mas Augusten tem dificuldade de lidar com a diferença de idade.
Finch manipula Deirdre a assinar mais de seu dinheiro com ele. Deirdre encontra estabilidade temporária com sua companheira de vida Dorothy (Gabrielle Union), mas Augusten se sente como sua mãe não quer mais ele, e lida com os efeitos negativos da esquizofrenia de Neil.
No fim do filme, Augusten parte para Nova York para se tornar um escritor. Ele se despede de sua mãe e vai para a estação de ônibus. Agnes, com quem desenvolveu uma relação de carinho, chega e dá-lhe algum dinheiro. Ela salvou-se.

## Elenco
- Annette Bening como Deirdre Burroughs
- Brian Cox como Dr. Finch
- Joseph Fiennes como Neil Bookman
- Evan Rachel Wood como Natalie Finch
- Alec Baldwin como Norman Burroughs
- Jill Clayburgh como Agnes Finch
- Joseph Cross como Augusten Burroughs
- Jack Kaeding como Augusten aos seis anos de idade
- Gwyneth Paltrow como Hope Finch
- Gabrielle Union como Dorothy
- Patrick Wilson como Michael Shephard
- Kristin Chenoweth como Fern Stewart
- Dagmara Dominczyk como Suzanne
- Colleen Camp como Joan
- Marianne Muellerleile como Enfermeira
- Augusten Burroughs (não creditado) como ele mesmo
- Leslie Grossman (não creditada) como Sue

## Recepção
O Metacritic, que usa uma média ponderada, atribuiu ao filme uma pontuação de 52 em 100, baseado em 32 críticos, indicando críticas "mistas ou médias". No site agregador de críticas Rotten Tomatoes, 32% das 136 resenhas dos críticos são positivas.

## Trilha sonora
A trilha sonora para o filme foi lançado em 26 de setembro de 2006, um mês antes do lançamento do filme.
1. "Pick Up the Pieces" – Average White Band
2. "Blinded by the Light" – Manfred Mann's Earth Band
3. "The Things We Do for Love" – 10cc
4. "Mr. Blue" – Catherine Feeny
5. "One Less Bell to Answer" – The 5th Dimension
6. "Quizás, Quizás, Quizás" – Nat King Cole
7. "Poetry Man" – Phoebe Snow
8. "Bennie and the Jets" – Elton John
9. "Year of the Cat" – Al Stewart
10. "O Tannenbaum" – Vince Guaraldi Trio
11. "A Great Ocean Liner" – James S. Levine
12. "Stardust" – Nat King Cole
13. "Teach Your Children" – Crosby, Stills, Nash & Young